# Open de Tchéquie (golf)
L'Open de Tchéquie est un tournoi de golf annuel qui fait partie du Tour européen PGA. 
Le tournoi a été créé en 1994. Interrompu entre 1997 et 2008, il n'est plus disputé depuis 2012. 

## Palmarès
| Année                                          | Vainqueur           | Score      |
| Czech Open                                     | Czech Open          | Czech Open |
| ---------------------------------------------- | ------------------- | ---------- |
| 2011                                           | Oliver Fisher       | 275 (-13)  |
| 2010                                           | Peter Hanson        | 278 (-10)  |
| Moravia Silesia Open presented by ALO Diamonds |                     |            |
| 2009                                           | Oskar Henningsson   | 275 (-13)  |
| Czech Golf Open                                |                     |            |
| 2008                                           | Clemens Prader      | 203 (-13)  |
| Chemapol Trophy Czech Open                     |                     |            |
| 1997                                           | Bernhard Langer     | 264 (-20)  |
| 1996                                           | Jonathan Lomas      | 272 (-12)  |
| 1995                                           | Peter Teravainen    | 268 (-16)  |
| 1994                                           | Per-Ulrik Johansson | 237 (-11)  |